# Clamor von Trotha
Clamor Ernst Otto von Trotha (* 6. Oktober 1894 in Magdeburg; † 4. November 1988 in Hamburg) war ein deutscher Konteradmiral der Kriegsmarine.

## Leben
Clamor von Trotha entstammte dem sächsischen Adelsgeschlecht von Trotha.
Im April 1912 trat er in die Kaiserliche Marine ein. Er diente bis Februar 1915 auf der Mecklenburg, kam dann als Leutnant zur See bis November 1916 auf die Hannover und wurde bis Januar 1917 zur Ausbildung an die U-Bootschule kommandiert. Anschließend diente er bis April 1918 auf unterschiedlichen U-Booten als Wachoffizier (bis Februar 1917 U 46, bis Januar 1918 U 94 und dann bis April 1918 U 117). Am 25. Dezember 1917 war er zum Oberleutnant zur See befördert worden. Bis Kriegsende war er als Lehrer an der U-Bootsschule.
Nach dem Krieg schloss er sich der Marine-Brigade von Loewenfeld an und wurde später in die Reichsmarine übernommen. Von Dezember 1920 bis April 1921 war er Kommandant des ehemaligen Kleinen Kreuzers Berlin. Am 1. Juni 1924 wurde er Kapitänleutnant. Als Korvettenkapitän (Beförderung am 1. Oktober 1931) war er Adjutant bei der Kommandantur Wilhelmshaven.
Am 1. Oktober 1936 zum Fregattenkapitän befördert, war er im gleichen Jahr Kommandeur der I. Marineunteroffizierlehrabteilung in Friedrichsort und wurde hier am 1. November 1937 Kapitän zur See. Von April 1938 bis Juli 1942 war er Direktor des Torpedoressorts der Kriegsmarinewerft Wilhelmshaven. Anschließend war er bis März 1943 erst Kommandeur der Torpedoarsenals West und dann bis September 1943 Kommandeur des Torpedoarsenals Ost. Am 1. November 1942 wurde er zum Konteradmiral befördert.
Ab Oktober 1943 war er erst Kommandant der Seeverteidigung Kirkenes und anschließend bis Januar 1945 Kommandant der Seeverteidigung Bergen. Bis Kriegsende war er zur Verfügung des OKM gestellt. Nach Kriegsende kam er in Kriegsgefangenschaft und wurde am 28. Mai 1945 aus dieser entlassen.
Am 22. September 1930 hatte er in Lübeck Elfriede Erdmuthe Elisabeth von Heynitz (* 1906) geheiratet.